# Soteriologie
Soteriologie (Grieks σωτηρ, sootèr, redder) is de leer over de redding van de mens en maakt deel uit van het vakgebied systematische theologie binnen de theologie.

## In het christendom
Het christendom stelt dat de mens zondig is. De mens is door zonde onmachtig om het eigen heil te bewerken. Daarom zond God zijn eigen zoon Jezus Christus naar de wereld tot behoud van de mensheid. Deze redding kwam tot stand door zowel het leven (actieve gehoorzaamheid) als het lijden en de dood (passieve gehoorzaamheid) van Christus aan het kruis (wat herdacht wordt op de Goede Vrijdag), waarna hij, na zonde en dood overwonnen te hebben, weer levend werd (wat herdacht wordt met Pasen). Elke persoon die de betekenis van deze gebeurtenis in geloof accepteert, wordt gered (en deze redding is zeker, hoewel pas na de dood compleet). Dit behoud is echter niet door eigen verdienste, maar uit Goddelijke liefde en genade.
In de theologische discipline soteriologie wordt de oorsprong, het wezen en de natuur van, alsook het Bijbelse bewijs voor de redding van de mens bestudeerd. Deze discipline hangt nauw samen met de christologie, de leer over de persoon van Christus.